# Hay River (Wisconsin)
Hay River es un pueblo ubicado en el condado de Dunn en el estado estadounidense de Wisconsin. En el Censo de 2010 tenía una población de 558 habitantes y una densidad poblacional de 5,97 personas por km².

## Geografía
Hay River se encuentra ubicado en las coordenadas 45°5′12″N 91°57′25″O / 45.08667, -91.95694. Según la Oficina del Censo de los Estados Unidos, Hay River tiene una superficie total de 93.44 km², de la cual 92.39 km² corresponden a tierra firme y (1.12%) 1.04 km² es agua.

## Demografía
Según el censo de 2010, había 558 personas residiendo en Hay River. La densidad de población era de 5,97 hab./km². De los 558 habitantes, Hay River estaba compuesto por el 97.31% blancos, el 0.72% eran afroamericanos, el 0.18% eran amerindios, el 0.36% eran asiáticos, el 0% eran isleños del Pacífico, el 0.54% eran de otras razas y el 0.9% pertenecían a dos o más razas. Del total de la población el 0.9% eran hispanos o latinos de cualquier raza.